# Makowicz vs. Możdżer at the Carnegie Hall
Makowicz vs. Możdżer at the Carnegie Hall – album koncertowy pianistów Adama Makowicza i Leszka Możdżera. Wydawnictwo ukazało się 21 listopada 2004 roku nakładem wytwórni muzycznej Pomaton EMI.
Album dotarł do 10. miejsca polskiej listy przebojów - OLiS. 23 marca 2005 roku płyta uzyskała status dwukrotnie platynowej.

## Lista utworów
Opracowano na podstawie materiału źródłowego.
1. Frederic Chopin – „Prelude No. 24”
2. Frederic Chopin – „Fantasie – Impromptu”
3. Frederic Chopin – „Prelude G Major”
4. Frederic Chopin – „Prelude E Major”
5. Frederic Chopin – „Prelude A flat Major”
6. „Tatum On My Mind by Adam Makowicz”
7. „The Surrey With the Fringe On Top
8. „Some Other Time”
9. „Love Is Here to Stay”
10. „Begin the Beguine”
11. „Night and Day”
12. „Caravan”
13. „Rosemary”s Baby”